# Жанибеков, Мукатай
Мукатай (Угар) Жанибеков (1887—1932) — казахский большевик и революционер.

## Биография
Мукатай Жанибеков родился в 1887 году в Темирчинской волости Каркаралинского уезда Семипалатинской области. Происходит из подрода майлык рода каракесек племени аргын.
Работал в шахте Замятина близ города Читы; в 1905 году он участвовал в рабочей стачке. За участие в забастовке рабочих на Ленских золотых приисках (1912) был осужден на 12 лет каторги.
После освобождения (в год Октябрьской революции) принимал участие в работе Совета депутатов Омска. Воевал с белогвардейцами на станции Куломзино, за что был вновь заключён в тюрьму. После освобождения Мукатай Жанибеков продолжил антиправительственную деятельность и возглавил подпольную организацию большевиков.
Был принят в конную омскую уездную милицию. В последние годы жизни он работал инспектором Петропавловского губернского исполнительного комитета, начальником Каркаралинского уездного отделения милиции, Казахской краевой милицейской школы и начальником городского отделения милиции города Семипалатинск.
Мукатай Жанибеков умер в 1932 году.